# Хаммарбю (хоккейный клуб)
Хаммарбю ИФ Исхоккей (швед. Hammarby IF Ishockeyförening) — шведская хоккейная команда из города Стокгольм, отделение спортивного клуба Хаммарбю ИФ.

## История
В период с 1932 по 1951 годы Хаммарбю завоевал 8 титулов чемпиона Швеции. В 2008 году объявил о банкротстве, однако был восстановлен сначала как любительский, а потом и как профессиональный клуб.